# Håkan Westling

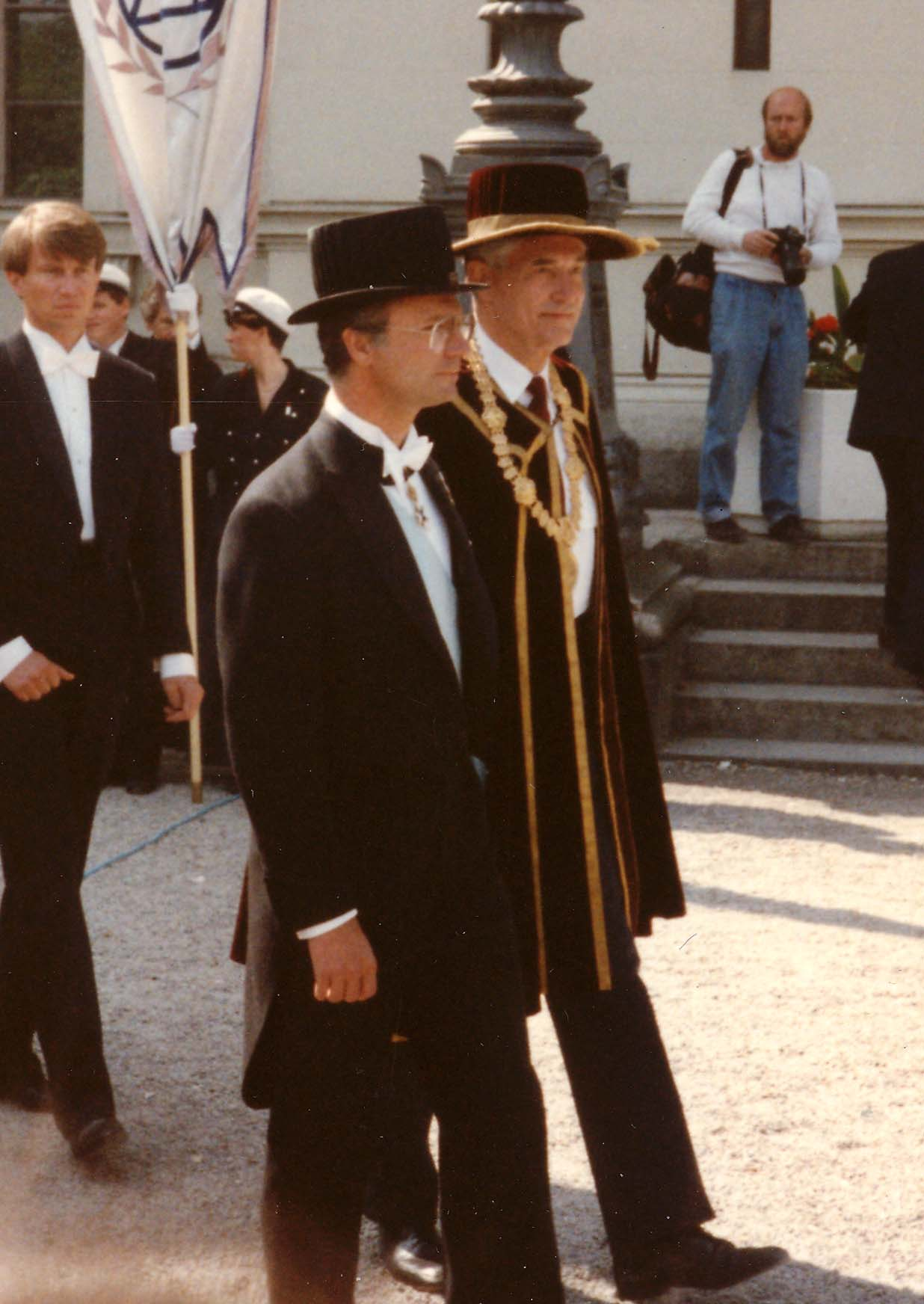
Håkan Westling (till höger i full högtidsornat) går i procession tillsammans med kung Carl XVI Gustaf vid doktorspromotionen vid Lunds universitet 1990.

Sven Håkan Westling, född den 9 augusti 1928 i Göteborg, död den 12 mars 2018 i Lund, var en svensk läkare, professor och universitetsrektor.
Håkan Westling var son till trafikinspektören Gunnar Westling och Amy, född Ydén. Hans yrkesbana var nästan helt förlagd till Lunds universitet, där han 1955 blev färdig läkare, 1957 disputerade på avhandlingen Observations on the role of enzyme activity for the sensitivity of Guinea-pigs to histamine och 1967–1992 var professor i klinisk fysiologi.
År 1983 blev Westling rector magnificus för universitetet, en post han upprätthöll till sin pensionering 1992. Hans rektorat utmärktes av ett kraftfullt personligt ledarskap, som någon gång kritiserades för drag av maktfullkomlighet. På det hela taget var Westling dock populär och respekterad bland såväl studenter och universitetsanställda som i utbildningsdepartementet, där rösterna från honom och kollegan Stig Strömholm i Uppsala vägde tungt vid remisser.
Efter sin pensionering fortsatte Håkan Westling att engagera sig i universitetet, nu dock mer ur ett historiskt perspektiv. Han initierade bildandet av Lunds Universitetshistoriska Sällskap (vars första ordförande han blev) liksom inrättandet av ett universitetshistoriskt museum på Kulturen. Han var drivande med att tillvarata samlingar från det 2006 nedlagda medicinhistoriska museet på St Lars i Lund, och bakom tillkomsten 2012 av det nya medicinhistoriska museet Livets Museum. Han medverkade även som medförfattare till en ny utökad upplaga av Carl Fehrmans universitetshistorik Lärdomens Lund och gav på egen hand ut bland annat en historik över den medicinska fakulteten i Lund samt biografier över bland andra Ivan Bratt, Nils Alwall och Erik Essen-Möller.
Westling var från 1989 ledamot av Ingenjörsvetenskapsakademien.
Westling hade ett stort engagemang för studentikosa traditioner och lät vid Lundaspexarnas 100-årsjubileum 1986 inrätta en informell "spexologisk fakultet". Han har vidare ställt upp som promotor vid de parodiska doktorspromotionerna inom Akademiska Föreningens "Nasologiska fakultet" (Nasoteket). Hans avgjutna näsa finns som nummer 6 i nämnda Nasotek. Håkan Westling medverkade vidare i två karnevalsfilmer.